# Mauricio Navarro
Mauricio Navarro, né le 7 avril 1966 au Chili, est un arbitre canadien de soccer, international depuis 2000.

## Carrière
Il a officié dans des compétitions majeures : 
- Copa América 2001 (1 match)
- Gold Cup 2003 (3 matchs dont la finale)
- Gold Cup 2005 (1 match)
- Gold Cup 2007 (2 matchs)
- Coupe des champions de la CONCACAF 2008 (finale retour)